# Broughton Astley
Broughton Astley – wieś w Anglii, w hrabstwie Leicestershire, w dystrykcie Harborough. Leży 14 km na południowy zachód od miasta Leicester i 137 km na północny zachód od Londynu.